# Yoshiaki Miyanoue
Yoshiaki Miyanoue est un guitariste japonais de jazz né à Tokyo en 1953. Comme Wes Montgomery, qui exerce une forte influence sur lui, il pince les cordes avec le pouce et non pas en utilisant un médiator. Il travaille avec l'organiste Jimmy Smith, Dr. Lonnie Smith, le batteur Philly Joe Jones et le contrebassiste Andrew Simpkins entre autres.

## Discographie
- What's Happened, Miya? (1978)
- Song for Wes (1979)
- Mellow Around (1980)
- Riviera (movie) (1981)
- Touch of Love (1981)
- Nathalie (1983)
- Dedicated to Wes Montgomery (1985)
- Foxy Eyes (1988)
- Smokin (1991)
- Bluesland (1993)
- The Thumb (1995)
- L.A. Connection (1997)
- Me, Myself & I (1999)
- Live! (2000)
- Live at the Kitty Kitty Brown (2002)
- Spirits (2006)
- Sunset Street (2007)

## Source de la traduction
- (en) Cet article est partiellement ou en totalité issu de l’article de Wikipédia en anglais intitulé « Yoshiaki Miyanoue » (voir la liste des auteurs).